# Пенчо Янкулов
Пенчо Кръстев Янкулов е български офицер, генерал-майор от Гражданската отбрана.

## Биография
Роден е на 5 юли 1917 г. в град Кнежа в заможно селско семейство. От 1932 е член на РМС, а от 1942 г. и на БКП. Член е на Градския комитет на БКП в Кнежа. Първоначално учи в родния си град, а след това завършва средно образование в Копривщица. Ятак на партизани от Горнооряховско. През ноември 1943 г. е арестуван и лежи в затвора до 9 септември 1944 г. Според други данни през февруари 1944 г. е осъден условно от Плевенския военен съд и освободен. На 1 февруари 1945 г. е назначен за помощник-командир на 42-ри пехотен полк. Награден е с орден „За храброст“ – IV ст., 2 кл. Завършва Школа за запасни офицери. През 1949 г. завършва с отличие Военната академия в София. От 1953 до 1954 г. е началник на Школата за запасни офицери във Велико Търново. В периода 1 октомври 1958 – 8 септември 1959 е началник на Военното училище в Търново. С МЗ № УК-0449 излиза в запаса с чин полковник поради преминаване на стопанска работа. От 1959 г. е председател на Трудовото кооперативно земеделско стопанство в родния му град. Остава на тази позиция до 1961 г. След това работи във Враца и е председател на Окръжния народен съвет. С негова помощ са създадени предприятията ЗИМ „Фердинанд Козовски“ и завод „Иван Бонов“. От 1969 г. е заместник-началник на гражданската отбрана на Народна република България. Същата 1969 г. е повишен в чин генерал-майор. Освободен е от поста си през 1971 г. Умира на 19 март 1979 г. и е погребан в Кнежа. През 2011 г. е открит негов паметник в родния му град, разположен на площад наречен на негово име. Носител е на орден "Народна република България – II ст. (1967)